# Birgittenkloster Trondheim

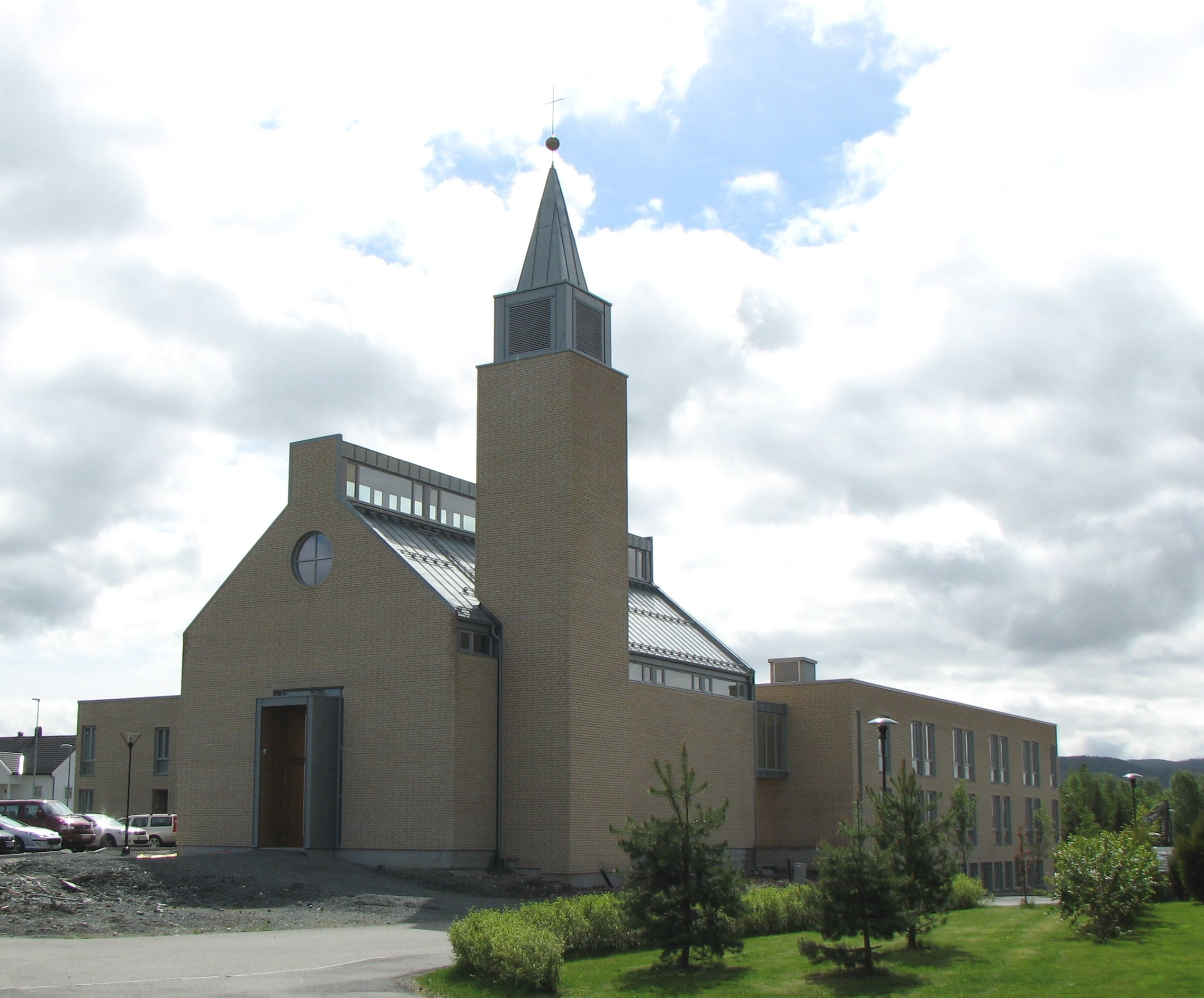
Die Klosterkirche des Birgittenklosters in Trondheim, 2011. Hinter der Kirche ist das Gästehaus des Klosters.

Das Birgittenkloster Trondheim (norwegisch Birgittaklosteret i Trondheim) ist ein im Jahr 1998 gegründetes römisch-katholisches Frauenkloster des Erlöserordens (Birgittenorden) im Stadtteil Tiller in Trondheim, Norwegen.
Die Schwestern kamen auf Einladung des Bischofs Georg Müller im Juni 1998 nach Trondheim. Die Prälatur stellte ihnen als vorläufiges Kloster zwei nebeneinander liegende Einfamilienhäuser zur Verfügung. Ein Haus diente als Klausur, das andere als Gästehaus. Die beiden Garagen wurden als Kapelle eingerichtet.
Gleichzeitig wurde unweit dieser Übergangslösung an der Errichtung eines Birgittazentrums gearbeitet. 2003 erwarb der Orden von der Stadt ein Grundstück im Stadtteil Tiller, ein Stadtteil, in dem viele Katholiken, die meisten von ihnen Einwanderer, wohnen. Das Grundstück liegt mitten in einem Wohngebiet mit Einfamilienhausbebauung und bietet Raum für eine Kirche mit 70 Sitzplätzen, einen Gebäudeteil für die Klausur der Schwestern mit 12 Zellen, einen Gästeflügel mit 15 Einzel- und 5 Doppelzimmern sowie eine Priesterwohnung.
Auf Initiative von Michael Werling von der Fachhochschule Köln begleiteten Studenten der Fakultät Architektur das Projekt mit einer 2005 abgeschlossenen Diplomarbeit, die auch eine Reihe von architektonischen Entwürfen enthält.  
2009 wurde der erste Bauabschnitt fertiggestellt.

## Polizeilich beendetes Klosterasyl
Presseberichten zufolge seien von Mitte Juli bis zum 25. August 2010 zwei von ihrer Mutter vernachlässigte Kinder im Birgittenkloster untergebracht gewesen. Die Klosterleitung habe der Mutter und den Kindern eine Art Kirchenasyl gewähren wollen. Eine gerichtlich angeordnete Trennung der beiden Kinder von ihrer Mutter sei aber dadurch verzögert worden. Eine polizeiliche Durchsuchung des Klosters habe am 25. August 2010 stattgefunden, und die Kinder seien danach vom Trondheimer Jugendamt in Obhut genommen worden. Bischof Bernt Ivar Eidsvig erklärte dazu, das Vorgehen der Klosterleitung sei mit ihm nicht abgesprochen gewesen. Nie zuvor habe es in der norwegischen Geschichte einen vergleichbaren Fall von „Klosterasyl“ gegeben.